# Диррелл, Андре
Андре Диррелл (англ. Andre Dirrell; 7 сентября 1983 года) — американский боксёр-профессионал, выступающий во 2-й средней весовой категории. Призёр Олимпийских игр 2004 года.
Старший брат профессионального боксёра, чемпиона мира во втором среднем весе, Энтони Диррелла.

## Биография

### 2005—2007
Дебютировал на профи ринге в январе 2005 года.
В 2007 году победил по очкам соотечественника, Кёртиса Стивенса

### 2 августа2008Андре Диррелл —Майк Паскол
- Место проведения:  Эмеральд Куин Касино, Такома, Вашингтон, США
- Результат: Победа Диррелла нокаутом в 4-м раунде в 10-раундовом бою
- Статус: Рейтинговый бой
- Рефери: Роберт Ховард
- Счет судей: Барри Драксман (29—28), Глен Хамада (29—28), Том Макдонах (29—28) — все в пользу Диррелла
- Время: 1:32
- Вес: Диррелл 76,20 кг; Паскол 75,50 кг
- Трансляция: Showtime
- Счёт неофициальных судей: Грант Клэрк (30—27), Игор Фрэнк (30—27), Шеймус Янг (30—27) — все в пользу Диррелла

В августе 2008 года состоялся бой между Андре Дирреллом и Майком Пасколом. В середине 4-го раунда Диррелл провёл левый хук в голову противника. Паскол упал на канвас, но сразу же поднялся. У него между на лбу образовалось большое рассечение из которого хлынула струя крови. Рефери досчитал до десяти и приостановил бой. Он отвёл боксёра к врачу. Во время осмотра Паскол просил не останавливать бой и дать ему ещё один раунд. Доктор остановил бой. Паскол был недоволен решением.

### 1 ноября2008Андре Диррелл —Виктор Оганов
- Место проведения:  The Home Depot Center, Карсон, Калифорния, США
- Результат: Победа Диррелла нокаутом в 4-м раунде в 10-раундовом бою
- Статус: Отборочный бой за титул WBO во 2-м среднем весе
- Рефери: Рэй Корона
- Счет судей: Рауль Каис (50—44), Джерри Канту (50—45), Ральф Макнайт (50—45) — все в пользу Диррелла
- Время: 0:28
- Вес: Диррелл 76,0 кг; Оганов 76,0 кг
- Трансляция: Showtime
- Счёт неофициальных судей: Игор Фрэнк (50—45), Стив Ким (50—45), Майкл Росентал (50—45) — все в пользу Диррелла

В ноябре 2008 года состоялся бой между Андре Дирреллом и Виктором Огановым. Оганов весь бой шёл вперёд, пытаясь нокаутировать американца, а Диррелл, постоянно уходил от противника, и ловил его на контратаках. К середине боя у россиянина образовалась сечка над левым глазом. В начале 6-го раунда Диррелл провёл левый апперкот и сразу же добавил левый хук. Рефери сразу же прекратил бой. Зрители освистали решение рефери. Комментаторы Showtime удивились действиям Рэя Короны. Оганов был недоволен остановкой боя.

### 27 марта2010Артур Абрахам —Андре Диррелл
Вторым соперником Артура Абрахама в турнире «Super Six World Boxing Classic» стал американский боксёр Андре Диррелл. Первоначально планировалось, что бой пройдёт 6 марта в Калифорнии, однако Диррелл, сославшись на травму спины, добился переноса поединка на 27 марта, а также проведения его в родном штате Диррелла Мичигане.
Абрахам в свойственной для него манере был несколько пассивен в первой половине боя, позволив американскому боксёру доминировать на ринге, но ближе к концу боя, понимая, что проигрывает по очкам, перехватил инициативу. В 10-м раунде после его точного удара Диррелл был сбит с ног но несмотря на очевидность нокдауна рефери в ринге не стал открывать счет. В 11 раунде, увлекшись атакой, Абрахам нанёс удар по незащищённой голове поскользнувшегося и опустившегося на колено американца, после чего тот упал и долго лежал, закрыв голову перчатками. Бой был остановлен и через некоторое время ринг-анонсер Джимми Леннон объявил, что ввиду дисквалификации Абрахама победа присуждена Дирреллу. Такое решение долго обсуждалось в мире профессионального бокса и вызвало много противоречивых откликов. Команда Абрахама пыталась его опротестовать и признать поединок завершившимся без объявления результата на основании того, что рефери, по её мнению, действовал предвзято и неквалифицированно, не засчитал Дирреллу нокдаун, в котором тот побывал в десятом раунде, не выносил ему предупреждений за удары ниже пояса и наконец не остановил бой в момент, когда американец поскользнулся. Тем не менее результат поединка пересмотрен не был.

### 23 мая2015Джеймс Дигейл —Андре Диррелл
- Результат: Победа Дигейла единогласным решением судей  в 12-раундовом бою

Во втором раунде ДиГейл заработал рассечение над правым глазом, но в этом же раунде заработал два нокдауна: первый раз Диррелл оказался на полу после точного левого в челюсть, второй – после последовавшей серии на добивание. В шестом раунде Диррелл заработал рассечение под левым глазом, но, несмотря на разгромное начало, смог выровнять ход поединка, чего, однако, оказалось недостаточно, по мнению судей: дважды 114-112 и 117-109 в пользу Олимпийского чемпиона 2008 из Лондона. Диррелл уступил по очкам в 12-раундовом поединке британцу Джеймсу Дигейлу (20-1), и не смог завоевать вакантный титул чемпиона мира по версии IBF.